# Чотири великі винаходи
Чотири великих китайських винаходи — так в однойменній книзі найбільший дослідник китайської науки Джозеф Нідем охрестив винайдені китайцями в Середні століття компас, порох, папір і книгодрукування.
- Магнітне пристосування для визначення сторін світла в денний час доби вперше згадується в китайській книзі 1044 року. Вдосконалений компас був докладно описаний Шень Ко у творі, датованому 1088 роком.
- У військовому трактаті «У-цзин цзун-яо» (1044) описані різні способи виготовлення пороху з вмістом селітри від 27 до 50 відсотків. У часи Хубілая (1260—1294) вибух складу боєприпасів у Янчжоу забрав життя ста стражників. Вже в той час китайці використовували подобу чавунних гранат, начинених порохом.
- Винахід паперу приписується Цай Луню, придворному чиновнику династії Хань, який близько 105 року виготовив аркуш паперу з волокон шовковичного дерева і відходів виробництва прядива. Між тим археологи знайшли в околицях Дуньхуана фрагменти паперу, датовані 8 роком нашої ери. Спочатку китайський папір використовувався для упаковки, в епоху Саньго його стали застосовувати для письма, при династії Тан з'явився туалетний папір і паперові мішечки для пакування чаю, при династії Сун — паперові гроші.
- Техніка друкування дерев'яних гравюр була відома в Китаї з IX століття, техніка друку зображень на тканині — з III століття. За повідомленням Шень Ко, початок книгодрукуванню поклав звичайний ремісник Бі Шен (990—1051), який впровадив в ужиток рухомі літери з випаленої глини. Ван Чжень (пом. 1333) використовував для друкування тексту дерев'яні літери, а Хуа Суй (1439—1513) винайшов рухомі літери з металу.Виготовлення паперу за Цай Лунем.

Виготовлення паперу за Цай Лунем.